# José Torres y Villavieja
José Torres y Villavieja (Sigüenza, c. 1670 - Calahorra, 1731) fue un compositor y maestro de capilla español.

## Biografía
El 31 de octubre de 1692 sustituyó a su hermano Mateo Villavieja en el magisterio de capilla de la Colegial de Santa María de los Corporales de Daroca (Zaragoza). Pero pronto ascendió a un magisterio catedralicio. En 1703 ganó las oposiciones como maestro de capilla en la catedral de Calahorra (La Rioja) lo que le supuso una notable mejora de su situación que le hizo permanecer en Calahorra hasta su muerte en 1731. Aparte de asistir a la música dentro de la ciudad realiza varias salidas con la capilla, como en 1715 a la villa de Falces (Navarra) para la festividad de los Santos Mártires. Se puso a favor de Francisco Valls en la Polémica Valls-Martínez.

## Obra
Se conocen muy pocas composiciones de Torres y Villavieja cuya autoría pueda probarse. En la catedral de Burgos se conserva, procedente de Calahorra, la única obra que le aparece con toda seguridad adscrita: la Cantata de Navidad, Cierzo traidor, para tiple, violín, bajón y arpa, fechada en 1722 y cuyo texto procedía de Sevilla. De atribución dudosa a Torres y Villavieja son: en el libro de polifonía n.° 2 de la catedral de Calahorra una Pasión del Domingo de Ramos a 4 adscrita a un tal maestro Torres, y, en el archivo de la Catedral de Santo Domingo de la Calzada (La Rioja) hay una copia actual de unos Motetes a 4 para los viernes de cuaresma obra de un maestro Torres.